# إيفان سيزر
إيفان سيزر (بالإنجليزية: Ivan Caesar) هو لاعب كرة قدم أمريكية أمريكي، ولد في 7 يناير 1967 في سانت توماس في الولايات المتحدة، وتوفي في 28 أبريل 2008 في أورلاندو في الولايات المتحدة.

## وصلات خارجية
- إيفان سيزر على موقع مرجع كرة القدم المحترفة.كوم (الإنجليزية)